# TT A8
La tombe thébaine TT A8 est située à Dra Abou el-Naga, dans la nécropole thébaine, sur la rive ouest du Nil, face à Louxor en Égypte.
C'est la tombe d'Amenemhab, scribe royal, intendant dans la résidence d'Amenhotep Ier à l'ouest de Thèbes, à la XVIIIe ou XIXe dynastie.